# دونا هانوفر
دونا هانوفر (بالإنجليزية: Donna Hanover)‏ هي صحفية ومنتجة أفلام وممثلة أمريكية، ولدت في 13 فبراير 1950 بأوكلاند في الولايات المتحدة.

## أعمال

### أفلام
- (1996) الشعب ضد لاري فلينت[5]

### مسلسلات
- عالم آخر

## وصلات خارجية
- دونا هانوفر على موقع IMDb (الإنجليزية)
- دونا هانوفر على موقع ألو سيني (الفرنسية)
- دونا هانوفر على موقع أول موفي (الإنجليزية)
- دونا هانوفر على موقع قاعدة بيانات برودواي على الإنترنت (الإنجليزية)
- دونا هانوفر على موقع قاعدة بيانات الأفلام السويدية (السويدية)
- دونا هانوفر على موقع إن إن دي بي (الإنجليزية)
- دونا هانوفر على موقع قاعدة بيانات الفيلم (الإنجليزية)
- دونا هانوفر على موقع كينوبويسك (الروسية)